# Ода Хісанага
Ода Хісанага (яп. 織田久長) — японський військовий командир, належить клану роду Ода. Жив за періоду Муроматі, а також він є прапрадідом відомого державного і військового діяча Оди Нобунаги.

## Сім'я
- Батько:
  - Ода Цунемацу
- Мати:
  - Ода Джочіку
- Діти:
  - Ода Цунето
  - Ода Тошісада